# Verdienstorden (Norwegen)

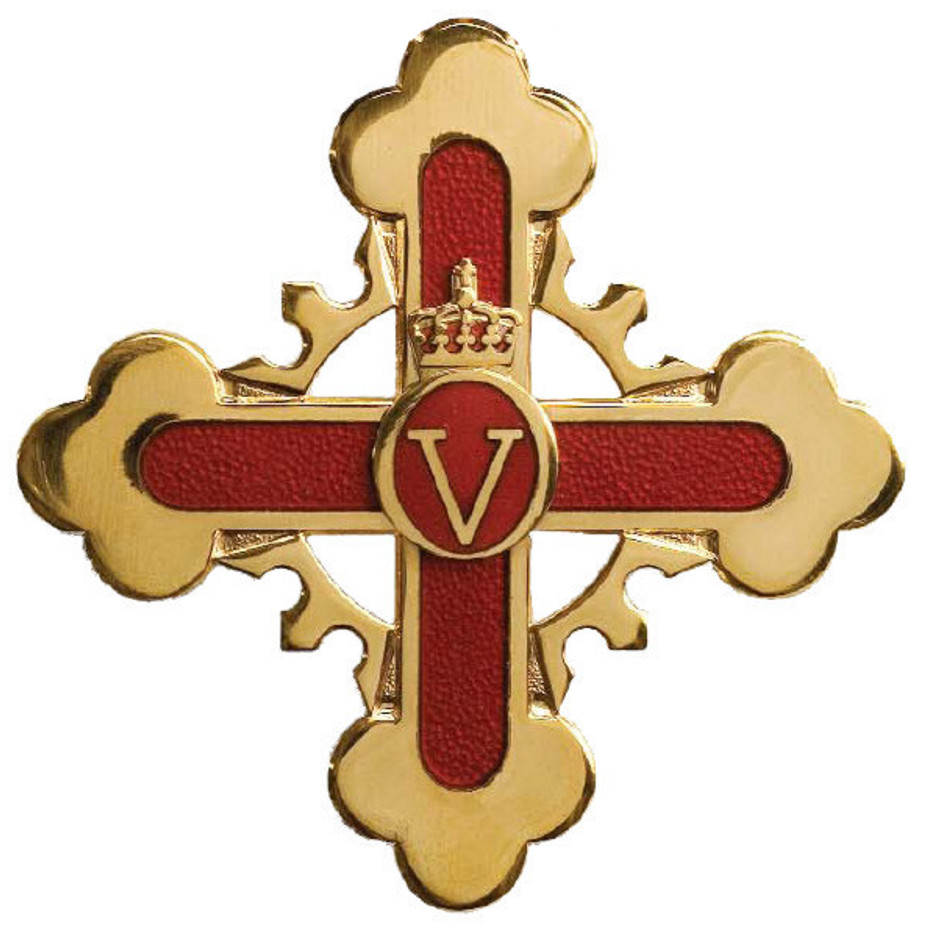
Ordenszeichen

Der norwegische Verdienstorden (Nynorsk Den Kongelege Norske Fortenesteordenen, Bokmål Den Kongelige Norske Fortjenstorden) wurde am 14. Juni 1985 durch König Olav V. von Norwegen gestiftet und wird an ausländische Staatsbürger sowie im Ausland wohnhafte norwegische Staatsangehörige als Auszeichnung für besondere Verdienste um norwegische Interessen verliehen. Der regierende Monarch ist Großmeister des Ordens.

## Ordensklassen
Der Orden besteht aus fünf Klassen:
- Großkreuz
- Kommandeur mit Stern
- Kommandeur
- Ritter 1. Klasse
- Ritter 2. Klasse

## Ordensdekoration
Das Ordenszeichen ist ein vergoldetes Kleeblattkreuz mit je einer Krone zwischen den Kreuzwinkeln. Auf den Kreuzarmen ist ein rotes Kreuz mit abgerundeten Enden zu sehen. Als Medaillon zeigt es das Signet Olavs V.: der Buchstabe O, darin ein V, von einer Krone überragt.
Die Auszeichnung für Ritter ist versilbert.

## Trageweise
Das Großkreuz wird an einer Schärpe von der linken Schulter zur rechten Hüfte sowie mit einem vergoldeten achtstrahligen Bruststern, auf dem das Ordenszeichen aufliegt, getragen. Kommandeure dekorieren die Auszeichnung als Halsorden und die zweite Klasse zusätzlich mit einem versilberten Bruststern. Ritter tragen das Ordenszeichen am Band auf der linken Brustseite. Das Ordensband ist dunkelblau.